# オレゴン・シティ (重巡洋艦)
| USS Oregon City (CA-122) |                                                          |
| 艦歴                     |                                                          |
| 発注:                    |                                                          |
| 起工:                    | 1944年4月8日                                             |
| 進水:                    | 1945年6月9日                                             |
| 就役:                    | 1946年2月16日                                            |
| 退役:                    | 1947年12月15日                                           |
| 除籍:                    | 1970年11月1日                                            |
| その後:                  | 1973年に廃棄                                             |
| 性能諸元                 |                                                          |
| 排水量:                  | 13,700 トン                                              |
| 全長:                    | 673 ft 5 in                                              |
| 全幅:                    | 70 ft 10 in                                              |
| 吃水:                    | 26 ft 4 in                                               |
| 機関:                    | ゼネラル・エレクトリックタービン 120,000shp              |
| 最大速:                  | 32.4 ノット                                              |
| 兵員:                    | 士官、兵員1,142名                                        |
| 兵装:                    | 8インチ砲9門、5インチ砲12門、 40mm機銃48基、20mm機銃20基 |
| 搭載機:                  | 偵察機4機                                                |

オレゴン・シティ(USS Oregon City, CA-122)は、アメリカ海軍の重巡洋艦。オレゴン・シティ級重巡洋艦の1番艦。艦名はオレゴン州オレゴンシティに因む。

## 艦歴
オレゴン・シティは1944年4月8日にマサチューセッツ州クインシーのベスレヘム・スチール社、フォアリバー造船所で起工し、1945年6月9日にオレゴン・シティのコミッショナーであるレイモンド・P・キャンフィールドの夫人によって進水する。進水式典にはビング・クロスビーも列席し、その様子は新聞やラジオで報じられた。1946年2月16日にバーネット・K・カルヴァー艦長の指揮下就役した。
就役式典のプログラムには
「U.S.S.オレゴン・シティは州と同名の歴史ある都市に因んで命名された。オレゴン・シティは西部で最も古い政庁所在地であり、オレゴン州の最初の首都である。それはウィラメット川の川岸に所在し、一世紀前に有名なジョン・マクローリン博士によって建設された。」
「U.S.S.オレゴン・シティはその名の都市と同様に一番であると思われる。同級初の重巡洋艦として、オレゴン・シティは偉大なる都市の遺産を引き継ぐ。」
と記述された。
オレゴン・シティは1946年3月31日にボストンを出港し、グアンタナモ湾で調整後5月半ばにボストンに帰還した。
オレゴン・シティは7月3日に第4艦隊の旗艦となり、同月の残りはフィラデルフィアの波止場で予備役兵の訓練を行う。10月6日から10月19日まで、バミューダで戦後の予備役訓練を行い、その後ボストンへ向かい乗員を減らされた状態で同港に留まる。1947年1月に第2艦隊へ配属され、乗組員は定数まで補充される。3月30日にグアンタナモ湾へ出航し、3週間の訓練後ボストンに帰還、6月6日まで留まる。6月21日にアナポリスで海軍兵学校生を乗艦させると、パナマ運河地帯からカリブ海に向かい、例年の夏季巡航を行う。
オレゴン・シティは8月中旬にノーフォークで海軍兵学校生を下艦させると、フィラデルフィアへ向かい不活性化の準備に入る。1947年12月15日に退役し、1970年11月1日に除籍、その後1973年にスクラップとして廃棄された。
オレゴン・シティの艦内時鐘はオレゴン州に贈呈され、オレゴン・シティのオレゴン準州博物館に展示されている。